# Masanobu Izumi
Masanobu Izumi (泉 政伸, Izumi Masanobu, Hiroshima, 8 april 1944) is een Japans voormalig voetballer die als aanvaller speelde.

## Clubcarrière
In 1963 ging Izumi naar de Meiji University, waar hij in het schoolteam voetbalde. Nadat hij in 1967 afstudeerde, ging Izumi spelen voor Toyota Motors. Izumi beëindigde zijn spelersloopbaan in 1976.

## Japans voetbalelftal
Masanobu Izumi debuteerde in 1965 in het Japans nationaal elftal en speelde 1 interland.

## Statistieken
| Japans voetbalelftal | Japans voetbalelftal | Japans voetbalelftal |
| Jaar                 | Wed.                 | Dlp.                 |
| -------------------- | -------------------- | -------------------- |
| 1965                 | 1                    | 0                    |
| Totaal               | 1                    | 0                    |